# Francky Dury
Francky Dury (ur. 11 października 1957 w Roeselare) – belgijski trener piłkarski.

## Kariera piłkarska
W swojej karierze piłkarskiej Dury grał w amatorskim klubie Hulste Sport, w latach 1971-1981.

## Kariera trenerska
Po zakończeniu kariery piłkarskiej Dury został trenerem. W latach 1983–1985 prowadził amatorski KSK Beveren-Leie, a następnie w latach 1985-1986 - KSK Ronse. W sezonie 1989/1990 prowadził RRC Tournaisien, a następnie w 1990 roku został trenerem Zultse VV, gdzie pracował do 1993. W sezonie 1993/1994 prowadził RCH Gent. W 1994 roku ponownie został zatrudniony w Zultse VV, który w 2001 roku został przemianowany na SV Zulte Waregem. W 2005 roku wygrał z nim rozgrywki drugiej ligi i awansował do pierwszej. W sezonie 2005/2006 Zulte Waregem pod jego wodzą zdobył Puchar Belgii, dzięki zwycięstwu 2:1 w finale nad Excelsiorem Mouscron. Dury za to osiągnięcie został nagrodzony Trenerem Roku w Belgii.
W 2010 roku Dury został trenerem KAA Gent, w którym pracował do 2011 roku. W 2011 roku został selekcjonerem reprezentacji Belgii U-21. W 2012 wrócił do Zulte Waregem. W sezonie 2012/2013 wywalczył z nim wicemistrzostwo Belgii, dzięki czemu został Trenerem Roku. W 2014 roku dotarł z nim do finału Pucharu Belgii, w którym uległ 0:1 KSC Lokeren. W 2017 roku ponownie poprowadził Zulte Waregem do finału krajowego pucharu. Tym razem Zulte Waregem zwyciężyło po rzutach karnych z KV Oostende (po 120 minutach widniał wynik 3:3). 16 grudnia 2021 odszedł z Zulte Waregem.